# Hilara nigriventris
Hilara nigriventris är en tvåvingeart som beskrevs av Friedrich Hermann Loew 1862. Hilara nigriventris ingår i släktet Hilara och familjen dansflugor.
Artens utbredningsområde är Maine. Inga underarter finns listade i Catalogue of Life.